# Gods of War (Blasphemy)
Gods of War è il secondo album in studio del gruppo musicale canadese Blasphemy. Le successive edizioni dell'album includono il demo del 1989 Blood Upon the Altar per compensare la scarsa durata.

## Tracce
1. Intro: Elders of the Apocalypse / Blood Upon the Altar – 2:31
2. Blasphemous Attack – 2:01
3. Gods of War – 0:26
4. Intro / Atomic Nuclear Desolation – 0:42
5. Nocturnal Slayer – 2:22
6. Emperor of the Black Abyss – 3:20
7. Intro / Blasphemy – 3:42
8. Intro / Necrosadist – 2:42
9. War Command – 0:45
10. Empty Chalice – 1:44

## Formazione
- 3 Black Hearts of Damnation and Impurity - batteria
- Caller of the Storms - chitarra solista, effetti
- Nocturnal Grave Desectrator and Black Winds - voce
- Ace Gustapo Necrosleezer And Vaginal Commands - basso, seconda voce, effetti